# Wągrowiec
Wągrowiec (udtale: [vɔŋˈɡrɔvjɛt͡s] tysk: Wongrowitz) er en by i den nordøstlige  del af  voivodskabet Storpolen i  det vestlige centrale del af Polen. Byen   har 25.773(2021) indbyggere og et areal på 17,91  km², og er administrationsby i  powiatet Wągrowiec. 

## Geografi
Byen ligger midt i den historiske region Pałuki ved floden Wełna og dens bifloder Nielba og Struga, samt ved bredden af søen Durów. Regionen omkring byen er rig på søer. 

## Historie
Byen blev grundlagt som en lille landsby kaldet Prostynie af cisterciensermunkene fra klostret i Łekno i 1319. I 1381 nævnes navnet Wągrowiec for første gang i forbindelse med stedet. På det tidspunkt modtog byen byrettigheder, højst sandsynligt modelleret efter Magdeburgrettighederne. Det var en privat by, administrativt beliggende i Kcynia-powiatet i Kalisz-voivodskabet i provinsen Storpolen i Kongeriget  Polens krone. I slutningen af det 14. århundrede gav kong Vladislav 2. Jagello byen privilegier til at holde marked og handelsmesse, og i 1396 flyttede cistercienserklosteret  ind.
Byen begyndte snart at blomstre. I det 15. og 16. århundrede var det et vigtigt centrum for handel og håndværk (for det meste tekstiler). I det 16. århundrede grundlagde cistercienserne en skole i Wągrowiec. Denne velstand blev til stilstand under  Karl 10. Gustavs polske krig, da byen i 1656 blev erobret, plyndret og brændt af Karl 10. Gustavs styrker.
Efter Polens anden deling blev Wągrowiec i 1793 annekteret af Kongeriget Preussen. Oprindeligt var den en del af den nyoprettede provins Sydpreussen, det blev i 1807 overført til Hertugdømmet Warszawa, en stat, der var allieret med Napoleons Frankrig. Efter Napoleons nederlag og Wienerkongressen i 1815 blev Wągrowiec igen annekteret af Preussen; denne gang blev det gjort til en del af det autonome Storhertugdømmet Poznań.